# Heinrich III. von Burgau
Heinrich III. von Burgau  (* vor 1286) war der letzte Markgraf der Markgrafschaft Burgau aus dem Hause Berg-Burgau.

## Leben
Heinrich III. war der Enkel von Markgraf Heinrich II. von Burgau. Sein Vater Heinrich war früh verstorben (letzte urk. Nennung 1278) und wird deshalb in der Reihe der regierenden Markgrafen von Burgau nicht mitgezählt. Heinrich III. wird erstmals zusammen mit seinem Großvater am 1. April 1286 in einer Schenkungsurkunde für das Kloster Kaisheim genannt. Durch seine Heirat mit Margareta von Hohenberg am 23. November 1288 trat er in enge verwandtschaftliche Beziehung zu den Habsburgern. Margareta war eine Nichte von Rudolf I., dem ersten römisch-deutschen König aus dem Geschlecht der Habsburger, und eine Cousine des späteren Königs Albrecht I. (1298–1308). Dies dürfte bei der Übernahme der Markgrafschaft durch die Habsburger (um 1301) eine wesentliche Rolle gespielt haben. 
Heinrich III. übernahm die Herrschaft nach dem Tod seines Großvaters. Die Chronik des Ulmer Wengenklosters berichtet, dass Markgraf Heinrich II. 1293 verstorben sei; bei zwei Urkunden vom Frühjahr 1294 ist allerdings unklar, ob es sich um den Großvater oder Enkel handelt. Am 3. Dezember 1294 verlieh Heinrich III. erstmals gesichert alleine mit Rat seines Oheims Graf Ludwig V. von Oettingen diverse Güter an seinen Dienstmann Arnold den Halder.
Die Markgrafschaft war anscheinend in wirtschaftlich schwieriger Lage. Von 1292 bis 1297 wurden mehrere teils umfangreiche Verkäufe getätigt, ein Erwerb von Gütern fand nicht mehr statt. Die zunehmende Macht der reichen Städte und die anziehende Zentralgewalt nach der kaiserlosen Zeit (bis 1273) brachte damals viele regionale Adelshäuser in Schwierigkeiten. Nach dem politisch erfahrenen und überregional bekannten Heinrich II., unter dem die Markgrafschaft ihre größte Blüte erlebte, war der junge unerfahrene Enkel mit diesen Problemen konfrontiert. Obwohl Heinrich III. bereits mündig gewesen sein dürfte (Hochzeit 1288), ist bei seinen Urkunden anfänglich (ab 1294) öfters sein Onkel, Graf Ludwig V. von Öttingen mit eingebunden, teils als „Curator“ (Pfleger) bezeichnet. 
Markgraf Heinrich III. urkundete letztmals am 25. März 1300 zur Übereignung von Besitztum in Binswangen an die Gebrüder Ramschwag. Am 9. Oktober 1301 übergab Abt Heinrich von Fulda den Söhnen des Königs Albrecht Lehen, welche ehedem Heinrich, der Markgraf von Burgau, innehatte. Dies weist auf den Übergang der Markgrafschaft an die Habsburger hin. König Albrecht vergab die Markgrafschaft dann als Reichslehen an seine Söhne, die Herzöge von Österreich. Diese werden in der Urkunde vom 2. Mai 1304 zu einem Gerichtstag in Fleinhausen erstmals als Markgrafen von Burgau tituliert. In einer Urkunde vom Januar 1312 regelte der verwandte Graf Ludwig V. von Oettingen Probleme wegen einer Bürgschaft, die er ehedem gegenüber der Augsburger Kirche für den Burgauer Markgrafen abgegeben hatte. Aktuell sind aus Quellen weder ein Vertrag noch sonstige genauere Umstände zur Abtretung der Markgrafschaft durch Heinrich III. an König Albrecht bekannt. Der Habsburger war der Cousin von Heinrichs Gattin Margarete.
Heinrich III. trat schließlich ins Kloster ein: Nach dem Nekrolog des Klosters St. Katharina von Augsburg ist er an einem 12. Dezember unbekannten Jahres als Frater Heinrich verstorben. Seine Gemahlin Margarethe von Hohenberg ist im gleichen Nekrolog zu einem 21. Dezember unbekannten Jahres vermerkt; ob sie im Kloster war, ist unklar.

## Nachkommen
Das Ehepaar hatte zwei Töchter, Margareta und Agnes von Burgau. Markgräfin Margareta ehelichte den Grafen Hermann III. von Castell (bei Kitzingen) und wird zwischen 1306 und 1330  in den Monumenta Castellana mehrfach urkundlich genannt. Nach dem Tod ihres Gemahls um 1331 ist sie wohl ins Kloster gegangen, da sie im Nekrolog des Klosters St. Katharina in Augsburg mit Todestag 17. September als Schwester („soror“) Margareta eingetragen ist. Ihre Enkel, die Grafen Gottfried IV. und Konrad von Hohenlohe-Brauneck stifteten 1384 die berühmte Herrgottskirche bei Creglingen mit dem (später zugefügten) Marienaltar von Tilman Riemenschneider. Sie sind mit der Frau und Tochter Konrads im erhaltenen Stifterfenster abgebildet.
Die Tochter Agnes lebte als Dominikanerin im Kloster St. Katharina in Augsburg. Sie ist dort ab März 1323 urkundlich erwähnt und hat am 3. März 1353 ein umfangreiches Testament verfasst, das viele Verwandtschaftsbeziehungen aufzeigt. Agnes verstarb hochbetagt am 28. November 1363 und wurde im Kreuzgang des Klosters beigesetzt (heute Hof im Holbeingymnasium Augsburg). Ihr Gedächtnismal, ein großes spitzbogiges Ölgemälde mit einer Ölbergszene, dem markgräflichen Wappen und der Todesdatierung, befindet sich im Depot der Alten Pinakothek in München (Inventarnummer 4670).